# Habranthus martinezii
Habranthus martinezii är en amaryllisväxtart som beskrevs av Pierfelice Ravenna. Habranthus martinezii ingår i släktet Habranthus och familjen amaryllisväxter. Inga underarter finns listade i Catalogue of Life.